# Lhassa : le Tibet disparu
Pour les articles homonymes, voir Lhassa (homonymie) et Tibet (homonymie).
Lhassa : le Tibet disparu est un ouvrage de l'explorateur et alpiniste autrichien Heinrich Harrer, paru en 1992. Heinrich Harrer en a réalisé les photographies et les textes. Il y présente et commente deux cents photos, en noir et blanc, du Tibet, faisant ainsi revivre Lhassa et ses environs avant l'intervention militaire chinoise au Tibet (1950-1951). Ce livre est dédié par Harrer « Aux enfants du Tibet ». Il comporte un message du 14e dalaï-lama et une introduction du photographe et alpiniste Galen Rowell.

## Résumé
En mars 1938, l'Autriche est annexée par l'Allemagne nazie et, avec le déclenchement de la Seconde Guerre mondiale en 1939, Heinrich Harrer, qui se trouve alors aux Indes britanniques pour préparer l'ascension du Nanga Parbat, est interné par les autorités anglaises. Il réussit toutefois à s'échapper du camp de Dehra Dun en Inde, le 29 avril 1944 avec Peter Aufschnaiter. 
Aufschnaiter et Harrer se réfugient au Tibet et parviennent à Lhassa, après deux ans de voyage, le 15 janvier 1946. Ils séjournent à Lhassa pendant cinq ans et Heinrich Harrer devient l'ami du jeune dalaï-lama. Au cours de ce séjour, la situation administrative des deux Européens évolue. Après avoir obtenu le statut de résident permanent, ils sont nommés fonctionnaires du gouvernement et travaillent à ce titre pour le gouvernement tibétain.
Lhassa : le Tibet disparu, qui présente quelques-unes des milliers de photos prises par Harrer à Lhassa et alentour durant son séjour, est en quelque sorte la suite visuelle de Sept ans d'aventures au Tibet.  Les photos sont commentées par Harrer, ce qui lui permet de dresser un état de la société tibétaine avant le retour des Chinois à Lhassa en 1951.
Harrer quitte Lhassa en novembre 1950 devant l'invasion du Tibet par les Chinois, puis le Tibet en mars 1951. Peter Aufschnaiter reste un peu plus longtemps à Lhassa mais part à son tour quand il apprend la fuite du dalaï-lama.
Selon Bruno Beger, Harrer eut, après la guerre, une querelle avec le chef de l'expédition allemande au Tibet, Ernst Schäfer, qui l'accusait d'avoir présenté comme siennes des photos prises à Lhassa en 1939 par cette même expédition.

## Les chapitres
- Le jeune couple et l'abricot. Des nomades qu'Harrer et Peter Aufschnaiter avaient rencontrés près d'un col à 6000 mètres d'altitude, et qu'ils retrouvent à Lhassa où ils sont venus en pèlerinage. Ils mendiaient au bord du Lingkor dans le but de d'obtenir suffisamment d'argent et de tsampa pour retourner dans leur terre natale, le Changtang[2].
- La digue. Un descriptif des ouvriers qui y travaillent.
- L'Agriculture. Harrer explique les systèmes de jachère élaborés permettant à la terre de se reconstituer[3].
- Les jeux de hasard et d'argent.
- Les canots en peau de yak.
- Le thé au beurre.
- Bouchers et maréchaux-ferrants. Toute vie étant considérée comme sacrée au Tibet, les bouchers (ragyapa) étaient tenus de vivre hors de la ville, mais jouaient un rôle important, débarrassant la ville des cadavres d'animaux. Les maréchaux-ferrants étaient considérés comme les bouchers, car les Tibétains pensaient qu'en ferrant les chevaux, ils les faisaient souffrir. Dans les petits villages, ils faisaient aussi office de boucher[4].
- Les prosternations.
- Les lama mani. C'est le nom des mendiants itinérants qui utilisaient des tankas particuliers transmis de génération en génération, racontant la vie d'un saint, le plus souvent Milarépa et Padmasambhava. Ils assuraient la transmission orale d'une partie de la culture tibétaine[5].
- Les criminels : Il indique que « si les punitions encourues n'étaient généralement pas trop sévères, il arrivait cependant que l'on batte certains criminels coupables de délits graves. Dans ce cas, on fouettait l'homme jusqu'à lui briser les tendons derrière les genoux, si bien qu'il en demeurait infirme à vie. ». Par ailleurs il mentionne qu'avant la mise en œuvre des réformes du 13e dalaï-lama (1913), on punissait les grands criminels en leur coupant la main puis le moignon était plongé dans du beurre en ébullition[6].
- Les moines-policiers. Ils assuraient la sécurité lors des célébrations du Mönlam, les jours qui suivaient les festivités du Nouvel An, le Losar[7].
- Le Roi de l'année.
- Lettres-flèches et courreurs-postiers. C'est un descriptif du métier de postier[8].
- L'oracle de la pluie. L'oracle de Gadong, appartenant aux chokyong[9].
- Le commerce de la laine et du sel.
- Les yaks.
- Les maîtres-artisans. On reconnaît les umdze au pendentif en or, incrusté de turquoises et de perles fines, qu'ils portent à l'oreille gauche[10].

## Éditions
- (de) Das alte Lhasa. Bilder aus Tibet, Ullstein Buchverlage & Co. KG/Ullstein Tas, 1996,  (ISBN 3550084358) - (en) Avec Galen Rowell, Lost Lhasa: Heinrich Harrer's Tibet, New York: Harry N. Abrams; Hood River, 1992,  (ISBN 0810935600) - (fr) Lhassa : le Tibet disparu, texte et photographie de Heinrich Harrer, 223 pages Édition de La Martinière, 1997,  (ISBN 2-7324-2350-5)

## Vidéo
- Reportage de Heinrich Harrer sur le site de l'INA et une interview de Harrer par Pierre Desgraupes le  3 avril 1959 dans le cadre de l'émission Cinq colonnes à la une.